# Papel de Alemania en el genocidio armenio
Durante la Primera Guerra Mundial, el Imperio alemán fue un aliado militar del Imperio otomano, que perpetró el genocidio armenio. Muchos alemanes presentes en el este y sur de Anatolia presenciaron el genocidio, pero la censura y la autocensura obstaculizaron estos informes, mientras que los periódicos alemanes informaron de la negación turca de las masacres. La idea de la corresponsabilidad alemana como perpetrador del genocidio ha sido propuesta por algunos estudiosos, pero rechazada por otros. Aunque algunos alemanes intentaron dar a conocer el destino de los armenios o salvar vidas, el estado alemán ha sido criticado por su «extrema indiferencia moral» hacia la difícil situación de los armenios y por no hacer nada para detener el genocidio. En 2016, el Bundestag se disculpó por el «papel ignominioso» de Alemania en una resolución que reconoce el genocidio.

## Información
A partir de abril de 1915, muchos alemanes presentes en el este y el sur de Anatolia se convirtieron en testigos del genocidio. Testigos alemanes reconocieron el carácter genocida de las deportaciones. El 2 de junio de 1915, el cónsul Max Erwin von Scheubner-Richter informó que «una evacuación de tal tamaño equivale a una masacre porque debido a la falta de cualquier tipo de transporte, apenas la mitad de estas personas llegarán con vida a su destino». Veinte días después, el misionero Johannes Lepsius le dijo al Ministerio de Asuntos Exteriores que las deportaciones sistemáticas fueron

obviamente un intento de diezmar la población cristiana en el imperio en la medida de lo posible bajo el velo de la ley marcial y poniendo en uso la euforia musulmana suscitada por la Guerra Santa, abandonándola al exterminio llevándola a distritos climáticamente desfavorables e inseguros a lo largo de la frontera.

El 17 de julio, el cónsul alemán en Samsun informó:

Las contramedidas tomadas implican nada menos que la destrucción o la islamización forzada de todo un pueblo. Se dice que el destino de los exiliados de Samsun es Urfa. Es cierto que ningún cristiano armenio llegará a este destino. Según noticias del interior, ya existen informes sobre la desaparición de la población deportada de pueblos enteros.

Según el historiador Stefan Ihrig, «los archivos alemanes contienen una gran cantidad de informes de este tipo». La mayoría de los cónsules alemanes en Anatolia prepararon informes sobre el genocidio y lo criticaron, pero también hubo un acuerdo con el gobierno de los Jóvenes Turcos de que «no debía haber registro escrito de ... conversaciones» sobre la cuestión armenia. Algunos diplomáticos alemanes intentaron ayudar a los armenios; Walter Rössler, el cónsul alemán en Alepo, fue reprendido por simpatía excesiva. Rössler también se quejó de que la prensa alemana publicaba historias falsas que negaban las atrocidades cometidas contra los armenios.
Aquellos que intentaban hacer correr la voz fueron frustrados por la censura otomana. Por ejemplo, los alemanes fueron amenazados con el encarcelamiento por tomar fotografías de los deportados armenios que murieron durante las marchas de la muerte. La información sobre el genocidio también fue censurada en Alemania, pero las penas fueron indulgentes y la autocensura tuvo un efecto mayor. Los periódicos alemanes publicaron negaciones de las atrocidades y regurgitaron la posición otomana de ver a los armenios como un elemento subversivo y su persecución como justificada. Según Ihrig, toda la información estaba disponible para una audiencia alemana «pero no quería verla».

## Ferrocarril de Bagdad

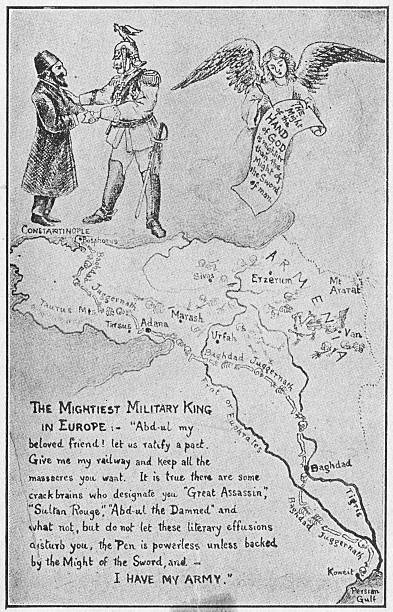
«Una vista armenia del ferrocarril de Bagdad», caricatura que representa al ferrocarril como compuesto de huesos humanos.

El ferrocarril de Bagdad no estaba ubicado en las principales rutas de deportaciones armenias ni en los principales campos de exterminio del desierto sirio. Sin embargo, empleó a miles de armenios antes de 1915 y se involucró en el genocidio. El primer uso de los ferrocarriles para el genocidio ocurrió a principios de 1915, cuando mujeres y niños armenios de Zeitun fueron deportados en trenes a Konya y luego marcharon hacia el desierto sirio. Los campos de concentración fueron establecidos por estaciones de ferrocarril donde decenas de miles de armenios fueron detenidos antes de la deportación. Según el subdirector del ferrocarril, Franz Günther, un promedio de 88 armenios fueron apiñados en un solo vagón de ganado (con una capacidad habitual de 36 hombres) y los bebés recién nacidos fueron separados de sus madres y arrojados fuera del tren. El ferrocarril fue pagado para la deportación de los armenios; sin embargo, según la propuesta de Günther, este dinero se gastó en comprarles comida.
En octubre de 1915, un oficial alemán, el teniente coronel Böttich, refrendó la deportación de los armenios que trabajaban para el ferrocarril. Böttich obstaculizó constantemente los esfuerzos del ferrocarril para retener a sus empleados y salvar a los armenios, y el ejército alemán lo apoyó en su conflicto con el ferrocarril. El Ministerio de Asuntos Exteriores emprendió entonces un esfuerzo intensivo pero infructuoso para destruir todas las copias de esta orden.
El ferrocarril contrató a tantos armenios como fue posible, incluidos los que no estaban calificados para los trabajos. A finales de 1915 y principios de 1916, el gobierno otomano exigió la entrega de los trabajadores armenios, así como de unas 40 000 a 50 000 viudas y huérfanos que se encontraban en campamentos junto al ferrocarril. Aunque la compañía ferroviaria se opuso alegando que paralizaría tanto la construcción como los viajes, algunos trabajadores y sus familias, quienes hasta ese momento se hospedaban en campamentos junto al ferrocarril, fueron deportados.
Algunos empleados alemanes intentaron documentar las persecuciones tomando fotografías y reuniendo pruebas, pero un edicto de Cemal Bajá les exigía que entregaran todas las fotografías y negativos. Después de esto, la fotografía fue catalogada como espionaje, pero continuó a pesar de los riesgos. Franz J. Günther, vicepresidente del ferrocarril, envió secretamente información a Berlín, donde se puso a disposición del Ministerio de Asuntos Exteriores. El médico alemán Armin Wegner, que trabajaba en el ferrocarril, declaró:

a menudo, cuando acampamos para pasar la noche, pasamos por los campos, los campos de la muerte, en los que los armenios, expulsados sin remedio al desierto, se enfrentaban a su eventual desaparición. Los turcos evitaron y negaron estos campos. Los alemanes no fueron allí y se comportaron como si no los vieran.

## Culpabilidad

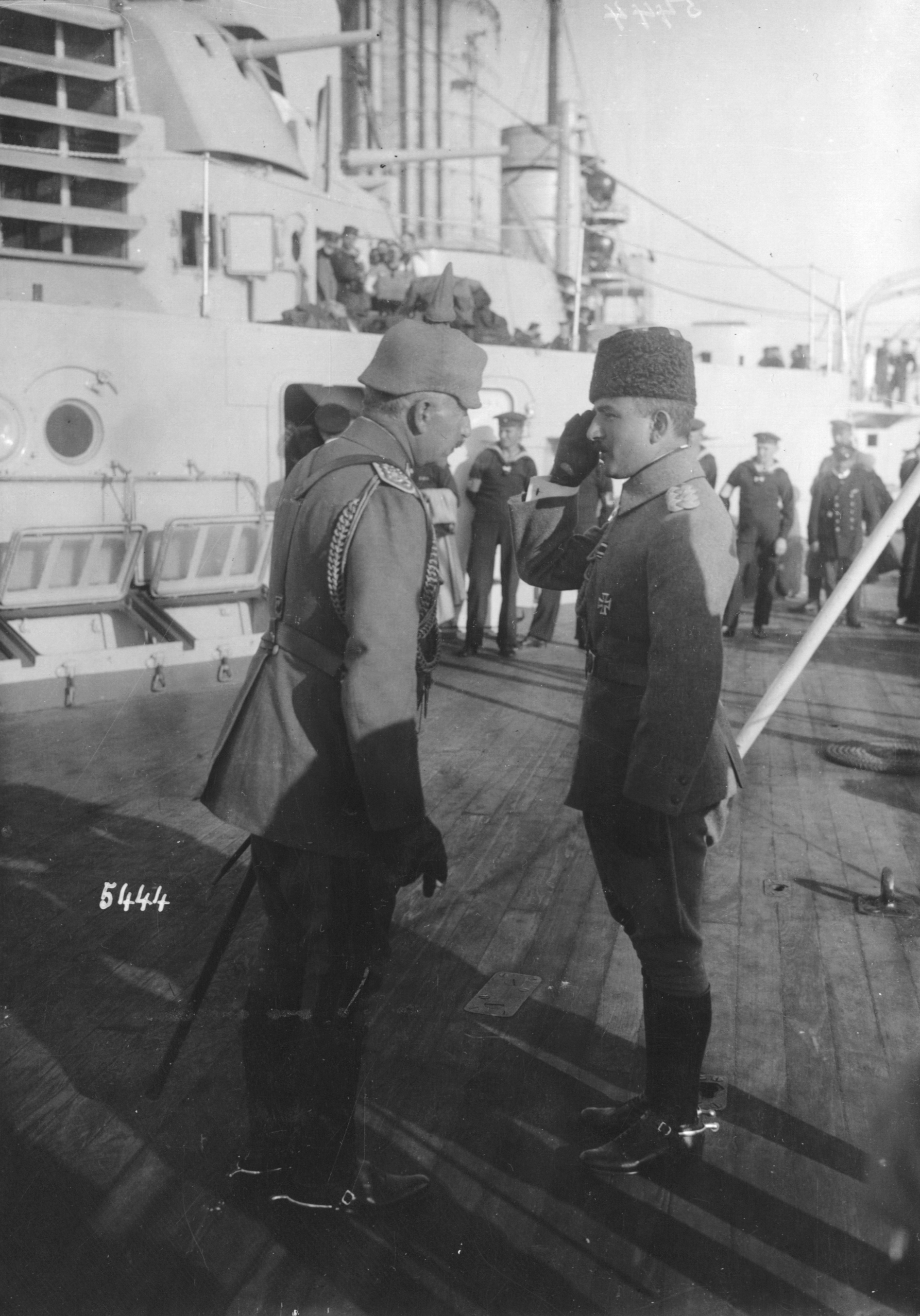
Káiser Guillermo II con Enver Bajá, octubre de 1917. Enver fue uno de los Tres Bajás, principales perpetradores del genocidio armenio.

La tolerancia de la violencia extrema contra los civiles estaba arraigada en la cultura militar imperial alemana. Friedrich Bronsart von Schellendorf, el comandante alemán en el Imperio otomano y, según Ihrig, el segundo hombre más poderoso del país después de Enver Bajá, se quejó de «los cónsules alemanes quejumbrosos que no entendían nada acerca de la necesidad militar del reasentamiento» de armenios. Algunos historiadores consideran a Bronsart von Schellendorf responsable de instigar el genocidio. Otros alemanes, incluido el agregado naval Hans Humann, aprobaron abiertamente el genocidio por motivos nacionalistas, más que por necesidad militar. Después de que un grupo de armenios fue deportado de Esmirna, el comandante alemán Otto Liman von Sanders bloqueó deportaciones adicionales amenazando con usar la fuerza militar para obstruirlas.
Los diplomáticos alemanes se quejaron de un estimado de 9,2 millones de marcos alemanes en pérdidas financieras para los acreedores alemanes como resultado del genocidio armenio, que no pudieron recuperarse ya que las propiedades armenias «abandonadas» fueron confiscadas por el gobierno otomano. En 1916, Alemania recibió 100 millones de marcos de compensación del gobierno otomano; después de la guerra, esta suma fue confiscada por los aliados. Aunque hubo ocasionales protestas diplomáticas alemanas contra el genocidio, Ihrig sugiere que tales protestas "estaban destinadas principalmente a salvar las apariencias y controlar el daño político, reputacional y diplomático que el genocidio podría causar".
Ihrig sugiere que la idea de la instigación alemana puede haber sido difundida originalmente por el gobierno de los Jóvenes Turcos. Entre los testigos presenciales alemanes, el más crítico fue el exintérprete Heinrich Vierbücher, quien acusó a Alemania de no romper con los «asesinos de Estambul. [El gobierno alemán] se había unido a la sociedad de criminales, que tenía todos los ases, y había sucumbido a su voluntad más fuerte. Todo estaba subordinado a la búsqueda del fantasma de la victoria». El historiador armenio Vahakn Dadrian argumentó que los funcionarios alemanes eran «cómplices indirectos de los crímenes perpetrados por los funcionarios de la Organización Especial [turcos] cuyo objetivo general respaldaban, financiaban hasta cierto punto y pastoreaban». Según el historiador Hilmar Kaiser, «la participación alemana en el genocidio armenio cubre un espectro que va desde la resistencia activa hasta la complicidad. No existía una política alemana uniforme».
Según el historiador Ulrich Trumpener, el gobierno alemán tenía poca influencia sobre el gobierno otomano, de modo que «la protección directa de los armenios estaba completamente más allá de la capacidad de Alemania». Trumpener argumenta además que Alemania no acogió con beneplácito ni apoyó la persecución de los armenios, aunque debería ser criticada por «extrema indiferencia moral» hacia la difícil situación armenia y por no haber tomado ninguna medida para ayudarlos. La historiadora Margaret L. Anderson sugiere que no sería razonable esperar que Alemania pusiera fin a su alianza con el Imperio otomano sobre la cuestión armenia, como exigieron los Aliados, pero que Alemania podría ser culpada por mentirse a sí misma sobre la verdad de las persecuciones otomanas. Según el historiador Hans-Lukas Kieser, la mejor oportunidad para intervenir sería a fines de 1914, cuando los alemanes podrían haber reiterado y enfatizado su compromiso con las reformas armenias. De no ser así, «las autoridades alemanas podrían haber negociado mucho mejor en el verano de 1915 para excluir de la expulsión a ciertos grupos y regiones», aunque Kieser no cree que Alemania haya podido detener el genocidio. El estudioso del genocidio Donald Bloxham argumentó que «La idea de un papel alemán en la formación de la política genocida ... no tiene base en la documentación disponible». Ronald Grigor Suny sostiene que «[la] mejor palabra para describir el papel alemán es la complicidad (Mitschuld en alemán) más que la iniciación, la participación o la responsabilidad ... Los diplomáticos y oficiales alemanes no intervinieron enérgicamente para detener las deportaciones y masacres armenios. Tenían el poder militar pero no la voluntad política para detener las masacres».

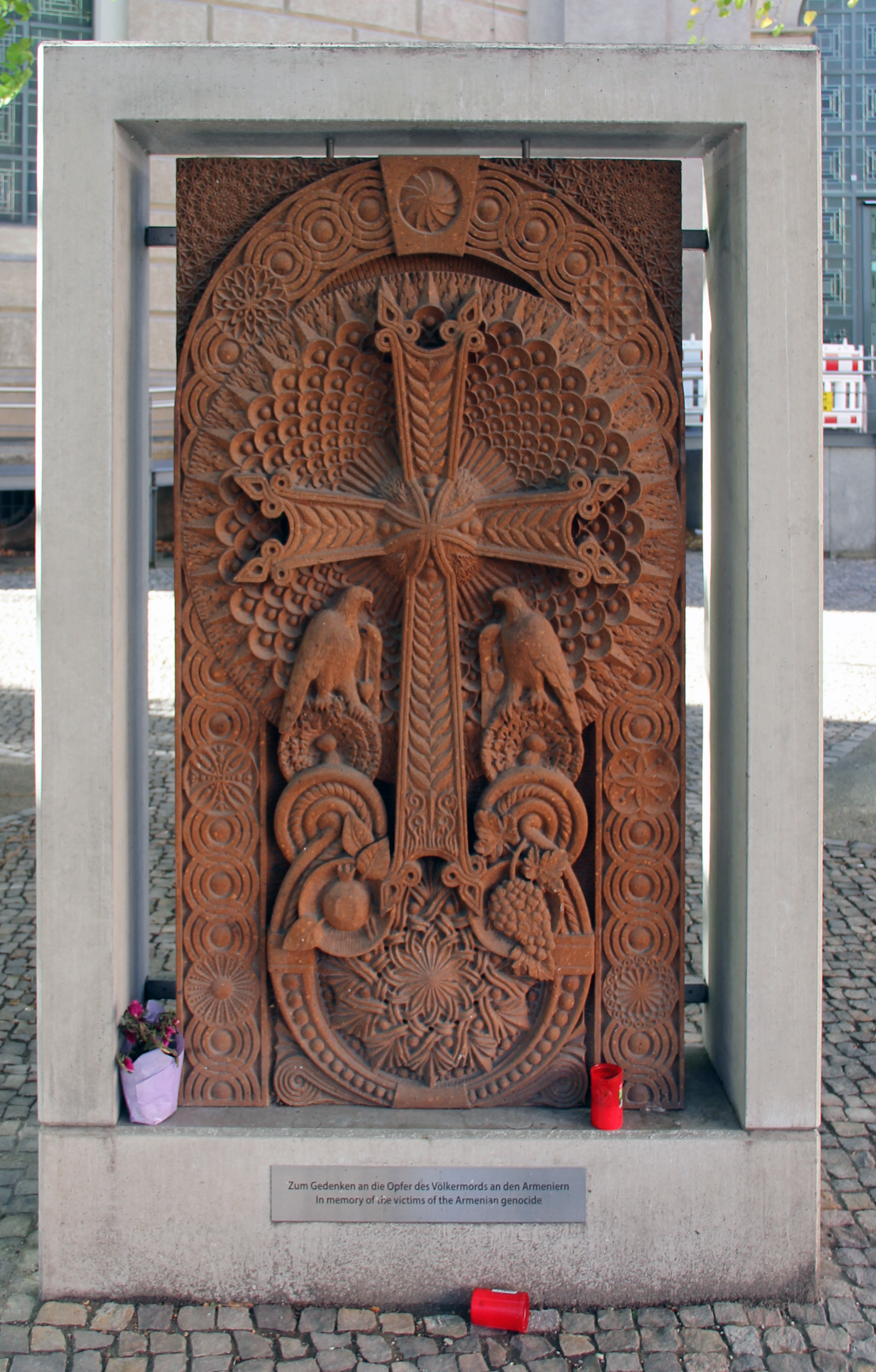
Monumento al genocidio armenio detrás de la Catedral de Santa Eduvigis de Berlín.

Según el abogado británico de derechos humanos Geoffrey Robertson, si el genocidio armenio se hubiera perpetrado un siglo después, la Corte Internacional de Justicia «responsabilizaría a Alemania por su complicidad con el genocidio y la persecución, ya que tenía pleno conocimiento de las masacres y deportaciones y decidió no usar su poder e influencia sobre los otomanos para detenerlos».

## Secuelas
Después del genocidio, Alemania trató de retratar su papel de la mejor manera. En 1919, Lepsius publicó una colección de comunicaciones diplomáticas alemanas sobre el genocidio. Sin embargo, eliminó el antiarmenismo alemán y la información que reflejaba negativamente a Alemania, lo que llevó al libro a ser descrito como apologético. Lepsius declaró que tenía pleno acceso a los archivos alemanes y que no se había alterado ningún documento, lo que no era exacto. Sin embargo, el libro también expuso la realidad del genocidio a una amplia audiencia.
En 2015, el presidente de Alemania, Joachim Gauck, reconoció la «corresponsabilidad» de Alemania por el genocidio. En 2016, el Bundestag votó casi por unanimidad para reconocer el genocidio. La resolución también declaró:

El Bundestag lamenta el ignominioso papel del Imperio alemán, que, como principal aliado del Imperio otomano, no trató de detener estos crímenes de lesa humanidad, a pesar de la información explícita sobre la expulsión y el exterminio organizados de armenios, incluso de diplomáticos alemanes y misioneros.

## Lectura adicional
- Dadrian, Vahakn N. (1996). German Responsibility in the Armenian Genocide: A Review of the Historical Evidence of German Complicity (en inglés). Blue Crane Books. ISBN 978-1-886434-02-8.
- Gottschlich, Jürgen (2015). Beihilfe zum Völkermord: Deutschlands Rolle bei der Vernichtung der Armenier [Ayuda al genocidio: el papel de Alemania en la aniquilación de los armenios] (en alemán). Ch. Links Verlag. ISBN 978-3-86153-817-2.
- Hofmann, Tessa (1985). «German Eyewitness Reports of the Genocide of the Armenians, 1915-1916».  En Chaliand, Gérard, ed. A Crime of Silence: The Armenian Genocide (en inglés). Zed Books / Tribunal Permanente de los Pueblos. ISBN 978-0-86232-423-0.
- Robertson, Geoffrey (2014). An Inconvenient Genocide: Who Now Remembers the Armenians? (en inglés). Biteback Publishing. ISBN 978-1-84954-822-9.
- Sarukhanyan, Tigran (2004). «Die Frage der materiellen Verantwortlichkeit für den Genozid an den Armeniern und Großbritannien, 1915-1924» [La cuestión de la responsabilidad material por el genocidio de los armenios y Gran Bretaña, 1915-1924].  En Hofmann, Tessa, ed. Verfolgung, Vertreibung und Vernichtung der Christen im Osmanischen Reich 1912-1922 [Persecución, expulsión y exterminio de cristianos en el Imperio otomano, 1912-1922] (en alemán). LIT Verlag Münster. pp. 79-92. ISBN 978-3-8258-7823-8.

- Datos: Q103831407